# Cecil Frank Powell
Cecil Frank Powell (ur. 5 grudnia 1903 w Tonbridge, Kent, Wielka Brytania, zm. 9 sierpnia 1969 w Bellano, Włochy) – angielski fizyk, laureat Nagrody Nobla w dziedzinie fizyki, którą uzyskał za użycie emulsji światłoczułej i wytworzenie specjalnej emulsji jądrowej do badania procesów jądrowych i za odkrycia związane z mezonami, dokonane przy zastosowaniu tej metody.

## Życiorys
Ukończył Sidney Sussex College na Uniwersytecie Cambridge w roku 1925. W latach 1925–1927 pracował w Laboratorium Cavendisha pod kierownictwem Charlesa Wilsona i Ernesta Rutherforda. W początkowym okresie pracy zajął się zjawiskami związanymi z kondensacją i zachowaniem pary. Rezultaty jego badań miały bezpośredni wpływ na konstrukcję turbin parowych.
W roku 1927, po uzyskaniu doktoratu, przeniósł się do uniwersytetu w Bristolu i podjął pracę na University of Bristol. W roku 1936 wziął udział w wyprawie naukowej do Indii jako sejsmolog; po powrocie kontynuował pracę na uniwersytecie, gdzie w roku 1948 otrzymał tytuł profesora.
W Bristolu zajmował się głównie problemami ruchliwości jonów dodatnich, rozwijając techniki dokładnych pomiarów. W roku 1933 rozpoczął serię eksperymentów z promieniowaniem kosmicznym używając pionierskiej metody bezpośredniego zapisu zderzeń w emulsji światłoczułej. Skorzystał z tej samej metody badając energię neutronów – określał ją mierząc długości śladu pozostawionego przez proton rozpraszany na neutronie.
W trakcie badań, prowadzonych wspólnie z G. Occhialinim i C. Lattesem, odkrył nową cząstkę – pion, którego istnienie teoretycznie przewidział Hideki Yukawa.
Był od roku 1949 członkiem Royal Society. Za swoje osiągnięcia otrzymał m.in. Hughes Medal, Royal Medal, tytuły doktora honoris causa od University College Dublin, Uniwersytetu w Bordeaux, Uniwersytetu Warszawskiego, tytuł zagranicznego członka Akademii Nauk ZSRR.
W roku 1932 C.F. Powell ożenił się z Isobel Therese Artner, swoją asystentką. Mieli dwie córki.